# Jaume Baríau y Martí
Jaume Baríau y Martí (řeholním jménem: Josep Oriol z Barcelony; 25. července 1891, Barcelona – 24. července 1936, Manresa) byl římskokatolický duchovní, řeholník Řádu menších bratří kapucínů a mučedník. Katolická církev ho uctívá jako blahoslaveného.

## Život
Narodil se 25. července 1891 v Barceloně do bohaté a hluboce věřící rodiny. Pokřtěn byl 28. července 1891 a 7. června 1892 byl biřmován. První svaté přijímání přijal v 9 letech.
Rozhodl se vstoupit na popud bratra do semináře v Barceloně, ale neprošel zkouškami v prvním ročníku. Následně si hledal práci.
Dne 21. října 1906 vstoupil ke kapucínům. Pobýval v klášteře v Olotu a v barcelonské čtvrti Sarrià. Dne 15. srpna 1911 složil své věčné sliby. Dne 29. května 1915. V Sarrie vyučoval liturgiku, hebrejštinu a církevní dějiny. Roku 1925 byl převeden do kláštera v Manrese.
V Manrese sloužil jako duchovní vůdce, zpovědník a kazatel. Jeho zálibou bylo historické bádání v oblasti hudby. Jeho dílo Chorale Psalterium si vysloužilo chválu papeže Pia XI.
Čtyři dny před vypuknutím Španělské občanské války byl 22. července 1936 klášter v Manrese napaden milicionáři, kteří jej zapálili. Představený kláštera otec Josep Domènech Bonet shromáždil své bratry a nařídil jim úkryt se v bezpečí domovů. Otec představený, otec Josep Oriol a otec Joan Romeu y Canadell však milicionářům neunikli.
Poté, co otec Josep Oriol chtěl přinést eucharistii jedné ze sester klarisek, byl zatčen a bit. Před svou smrtí vrahům odpustil. Dne 24. července byl zastřelen.

## Proces blahořečení
Proces blahořečení byl zahájen 18. dubna 1955 v diecézi Vic. Do procesu byl zařazen také otec Josep Domènech a otec Joan Romeu.
Dne 23. ledna 2020 papež František uznal jejich mučednictví a 6. listopadu 2021 byli blahořečeni.